# Tournoi préliminaire au trophée européen FIRA de rugby à XV 1992-1994
Le Tournoi préliminaire au trophée européen FIRA de rugby à XV 1992-1994 est une phase préliminaire qualificative pour le Trophée européen FIRA de rugby à XV 1992-1994. Il est organisé du 1er octobre 1992 au 28 novembre 1993 pour sélectionner les cinq équipes qui composent la division A. Ce tournoi comprend dix équipes réparties en deux groupes. Les deux premiers de chaque groupe sont qualifiés ainsi que le vainqueur du match de barrage entre les deux troisièmes. Les équipes de France, de Russie, d'Italie, de Roumanie et d'Espagne sont les nations qualifiées.

## Équipes participantes
| Division A1 - Russie - France - Maroc - Allemagne - Belgique | Division A2 - Espagne - Roumanie - Portugal - Tunisie - Italie |

## Division A1

### Classement
| Rang | Pays      | J | V | N | D | Pm  | Pe  | Diff | Pts |
| ---- | --------- | - | - | - | - | --- | --- | ---- | --- |
| 1    | France    | 4 | 4 | 0 | 0 | 219 | 57  | +162 | 12  |
| 2    | Russie    | 4 | 3 | 0 | 1 | 66  | 113 | -47  | 10  |
| 3    | Maroc     | 4 | 2 | 0 | 2 | 62  | 70  | -8   | 8   |
| 4    | Allemagne | 4 | 1 | 0 | 3 | 53  | 117 | -64  | 6   |
| 5    | Belgique  | 4 | 0 | 0 | 4 | 36  | 79  | -43  | 4   |

|  | Qualifié en division A pour le trophée européen 1992-1994 |
|  | Barrage face au 3e du groupe A2 (no 3).                   |

### Matchs joués
| 11 octobre 1992 | Belgique | 11 - 17 | Russie | Bruxelles |
| 11 octobre 1992 |          |         |        | Bruxelles |
| 11 octobre 1992 |          |         |        | Bruxelles |

| 18 octobre 1992 | France B | 76 – 12 | Russie | Villeneuve-sur-Lot |
| 18 octobre 1992 |          |         |        | Villeneuve-sur-Lot |
| 18 octobre 1992 |          |         |        | Villeneuve-sur-Lot |

| 25 octobre 1992 | Russie | 13 – 10 | Allemagne | Moscou |
| 25 octobre 1992 |        |         |           | Moscou |
| 25 octobre 1992 |        |         |           | Moscou |

| 1er novembre 1992 | Belgique | 9 – 11 | Maroc | Bruxelles |
| 1er novembre 1992 |          |        |       | Bruxelles |
| 1er novembre 1992 |          |        |       | Bruxelles |

| 15 novembre 1992 | Allemagne | 13 – 10 | Belgique | Stuttgart |
| 15 novembre 1992 |           |         |          | Stuttgart |
| 15 novembre 1992 |           |         |          | Stuttgart |

| 21 mars 1993 | France B | 38 – 6 | Belgique | Soissons |
| 21 mars 1993 |          |        |          | Soissons |
| 21 mars 1993 |          |        |          | Soissons |

| 17 avril 1993 | Maroc | 23 – 3 | Allemagne | Casablanca |
| 17 avril 1993 |       |        |           | Casablanca |
| 17 avril 1993 |       |        |           | Casablanca |

| 15 mai 1993 | Russie | 24 – 16 | Maroc | Moscou |
| 15 mai 1993 |        |         |       | Moscou |
| 15 mai 1993 |        |         |       | Moscou |

| 29 mai 1993 | Maroc | 12 - 34 | France B | Casablanca |
| 29 mai 1993 |       |         |          | Casablanca |
| 29 mai 1993 |       |         |          | Casablanca |

| 30 mai 1993 | Allemagne | 27 - 71 | France B | Hanovre |
| 30 mai 1993 |           |         |          | Hanovre |
| 30 mai 1993 |           |         |          | Hanovre |

## Division A2

### Classement
| Rang | Pays     | J | V | N | D | Pm  | Pe  | Diff | Pts |
| ---- | -------- | - | - | - | - | --- | --- | ---- | --- |
| 1    | Italie   | 4 | 4 | 0 | 0 | 158 | 22  | +136 | 12  |
| 2    | Roumanie | 4 | 3 | 0 | 1 | 128 | 50  | +78  | 10  |
| 3    | Espagne  | 4 | 2 | 0 | 2 | 72  | 108 | -36  | 8   |
| 4    | Tunisie  | 4 | 1 | 0 | 3 | 30  | 132 | -102 | 6   |
| 5    | Portugal | 4 | 0 | 0 | 4 | 49  | 125 | -76  | 4   |

|  | Qualifié en division A pour le trophée européen 1992-1994 |
|  | Barrage face au 3e du groupe A1 (no 3).                   |

### Matchs joués
| 1er octobre 1992 | Italie                                             | 22 – 3 (10 - 0) | Roumanie        | Rome Arbitre : D. Salles |
| 1er octobre 1992 | Essai(s) : 3 Transformation(s) : 2 Pénalité(s) : 1 |                 | Pénalité(s) : 1 | Rome Arbitre : D. Salles |
| 1er octobre 1992 |                                                    |                 |                 | Rome Arbitre : D. Salles |

| 30 janvier 1993 | Tunisie | 8 – 20 | Espagne | Tunis |
| 30 janvier 1993 |         |        |         | Tunis |
| 30 janvier 1993 |         |        |         | Tunis |

| 14 février 1993 | Espagne | 0 – 52 (0 - 16)                                    | Italie | Madrid Arbitre : Caulet |
| 14 février 1993 |         | Essai(s) : 6 Transformation(s) : 5 Pénalité(s) : 4 |        | Madrid Arbitre : Caulet |
| 14 février 1993 |         |                                                    |        | Madrid Arbitre : Caulet |

| 27 mars 1993 | Italie A                                           | 51 – 8 | Tunisie                      | Leno Arbitre : Roelands |
| 27 mars 1993 | Essai(s) : 8 Transformation(s) : 1 Pénalité(s) : 3 |        | Essai(s) : 1 Pénalité(s) : 1 | Leno Arbitre : Roelands |
| 27 mars 1993 |                                                    |        |                              | Leno Arbitre : Roelands |

| 3 avril 1993 | Portugal | 13 - 41 (0 - 19) | Roumanie | Lisbonne Arbitre : H. Rohr |
| 3 avril 1993 |          |                  |          | Lisbonne Arbitre : H. Rohr |
| 3 avril 1993 |          |                  |          | Lisbonne Arbitre : H. Rohr |

| 17 avril 1993 | Portugal                     | 11 – 33 (6 - 16) | Italie                                             | Lisbonne Arbitre : Peyrelongue |
| 17 avril 1993 | Essai(s) : 1 Pénalité(s) : 2 |                  | Essai(s) : 5 Transformation(s) : 1 Pénalité(s) : 2 | Lisbonne Arbitre : Peyrelongue |
| 17 avril 1993 |                              |                  |                                                    | Lisbonne Arbitre : Peyrelongue |

| 24 mai 1993 | Tunisie | 14 - 10 | Portugal | Tunis |
| 24 mai 1993 |         |         |          | Tunis |
| 24 mai 1993 |         |         |          | Tunis |

| 8 mai 1993 | Roumanie | 51 – 0 (14 - 0) | Tunisie | Bucarest 2,000 spectateurs Arbitre : M. Darroque |
| 8 mai 1993 |          |                 |         | Bucarest 2,000 spectateurs Arbitre : M. Darroque |
| 8 mai 1993 |          |                 |         | Bucarest 2,000 spectateurs Arbitre : M. Darroque |

| 16 mai 1993 | Portugal | 15 - 37 | Espagne | Lisbonne |
| 16 mai 1993 |          |         |         | Lisbonne |
| 16 mai 1993 |          |         |         | Lisbonne |

| 29 mai 1993 | Roumanie | 33 – 15 (8 - 8) | Espagne | Bucarest 2,000 spectateurs Arbitre : D. Neyrat |
| 29 mai 1993 |          |                 |         | Bucarest 2,000 spectateurs Arbitre : D. Neyrat |
| 29 mai 1993 |          |                 |         | Bucarest 2,000 spectateurs Arbitre : D. Neyrat |

## Barrage
| 28 novembre 1993 | Espagne | 48 – 17 | Maroc | Toulouse |
| 28 novembre 1993 |         |         |       | Toulouse |
| 28 novembre 1993 |         |         |       | Toulouse |